# Challalat El Adhaoura
Challalat El Adhaoura là một đô thị thuộc tỉnh Médéa, Algérie. Dân số thời điểm năm 2002 là 23.214 người.